# Bad Münster am Stein-Ebernburg
Bad Münster am Stein-Ebernburg ist ein Stadtteil von Bad Kreuznach in Rheinland-Pfalz und als Mineralheilbad und heilklimatischer Kurort anerkannt. Es liegt fünf Kilometer südwestlich von Bad Kreuznach und 38 Kilometer südwestlich von Mainz.
Bad Münster am Stein-Ebernburg erhielt am 29. April 1978 die Stadtrechte. Am 1. Juli 2014 wurde es nach Bad Kreuznach eingemeindet und bildet in dieser Stadt einen Ortsbezirk.
Seit Januar 2017 ist Bad Münster am Stein-Ebernburg Verwaltungssitz der Verbandsgemeinde Bad Kreuznach,
vorher war es Sitz der aufgelösten Verbandsgemeinde Bad Münster am Stein-Ebernburg.

## Geographische Lage
Bad Münster am Stein-Ebernburg liegt zwischen 108 und 320 Metern über dem Meeresspiegel zu Füßen der Ebernburg im Porphyrbergland von Münster am Stein, Teil des Nordpfälzer Berglands, mit Wäldern und Weinbergen, umrahmt von den Felsmassiven des Rheingrafensteins und des Rotenfels an der Nahe.
Die größte Dichte von Gradierwerken in Deutschland (rund 1,4 km) erstreckt sich im Salinental von der Kernstadt Bad Kreuznach bis zum Kurgebiet Bad Münsters.

Blick von der Aussichtskanzel im Naturschutzgebiet Gans auf Bad Münster am Stein
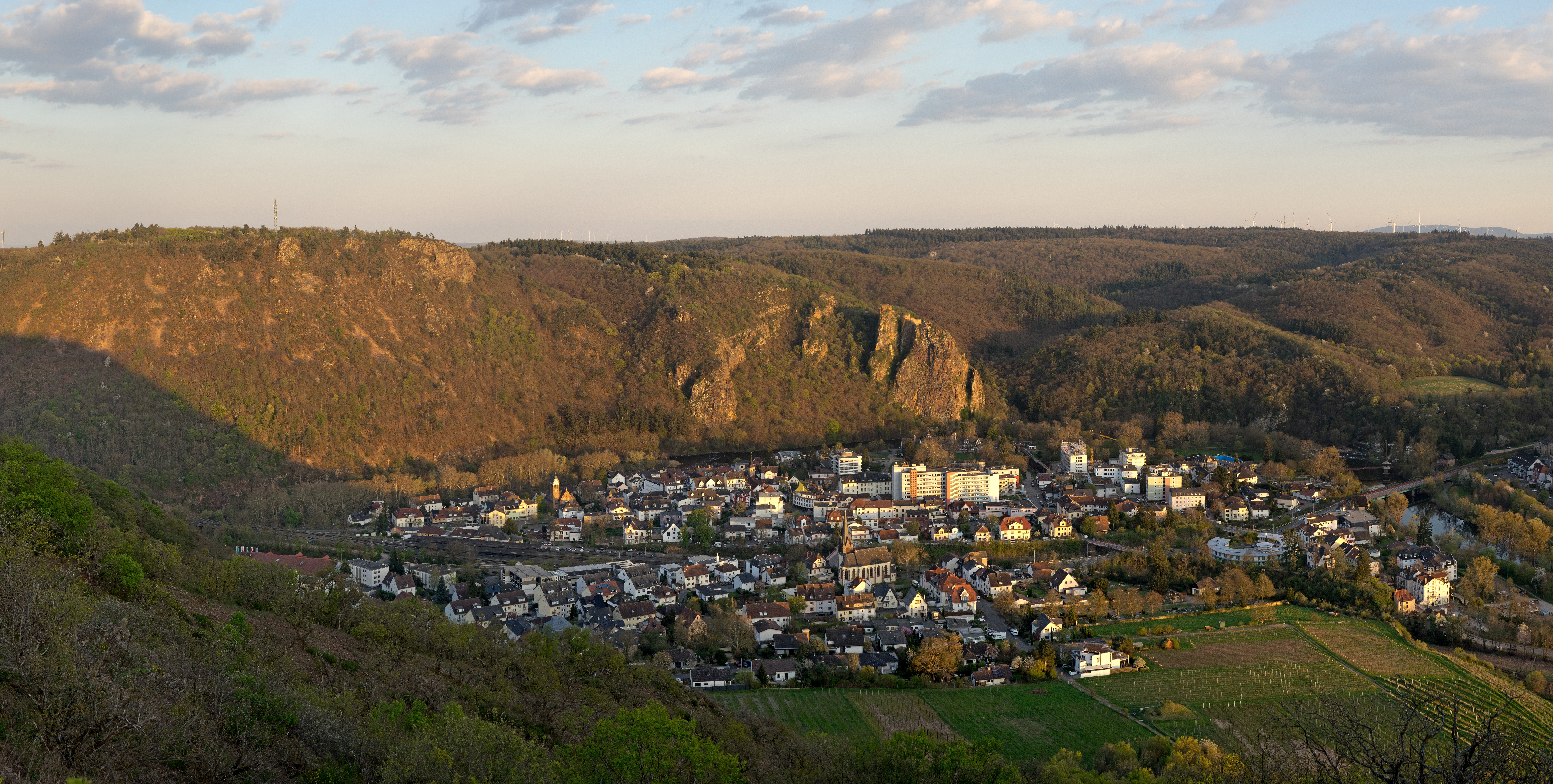
Blick vom Rotenfels auf Bad Münster
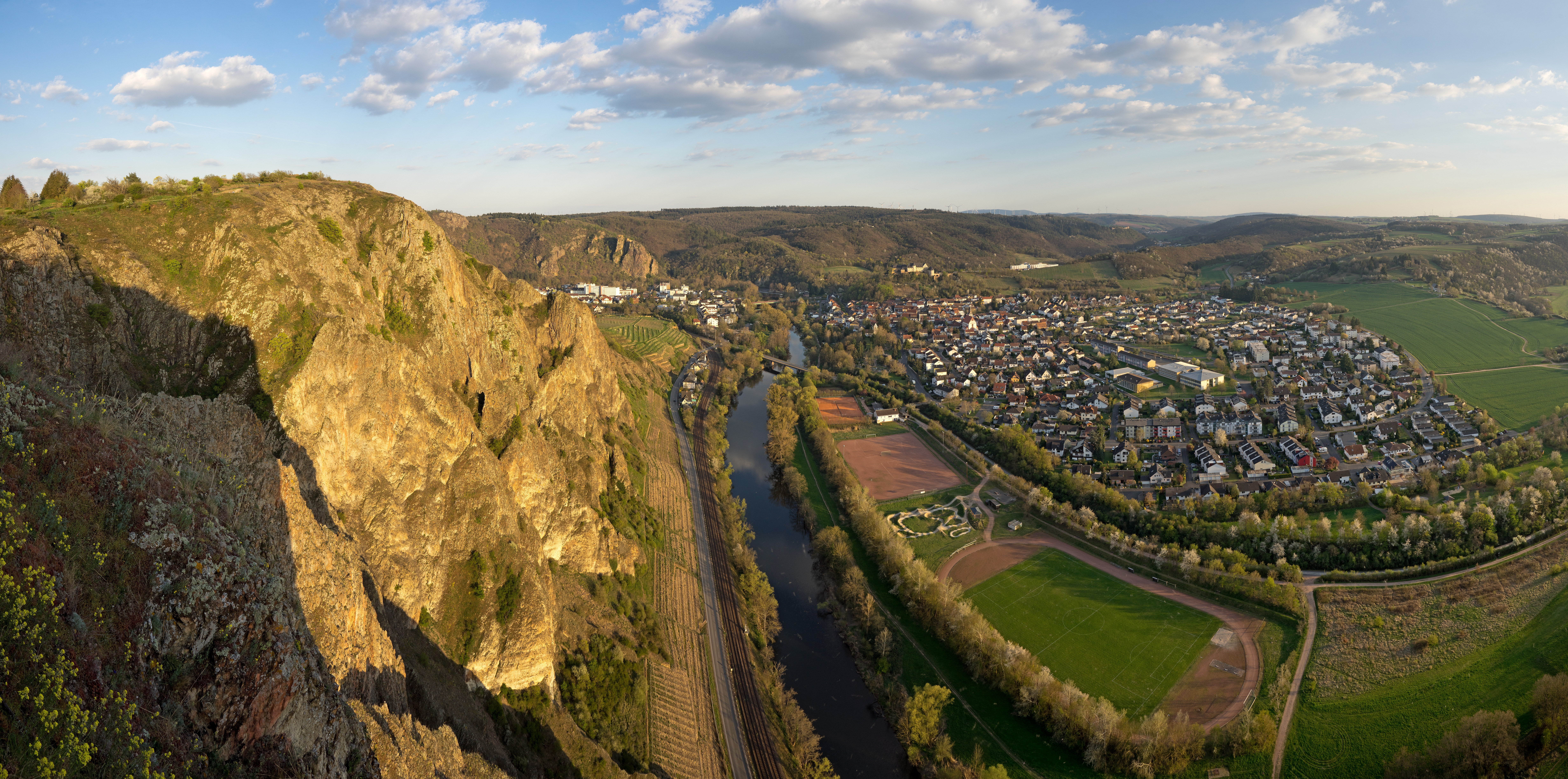
Blick von der Bastei am Rotenfels auf Ebernburg

## Geschichte

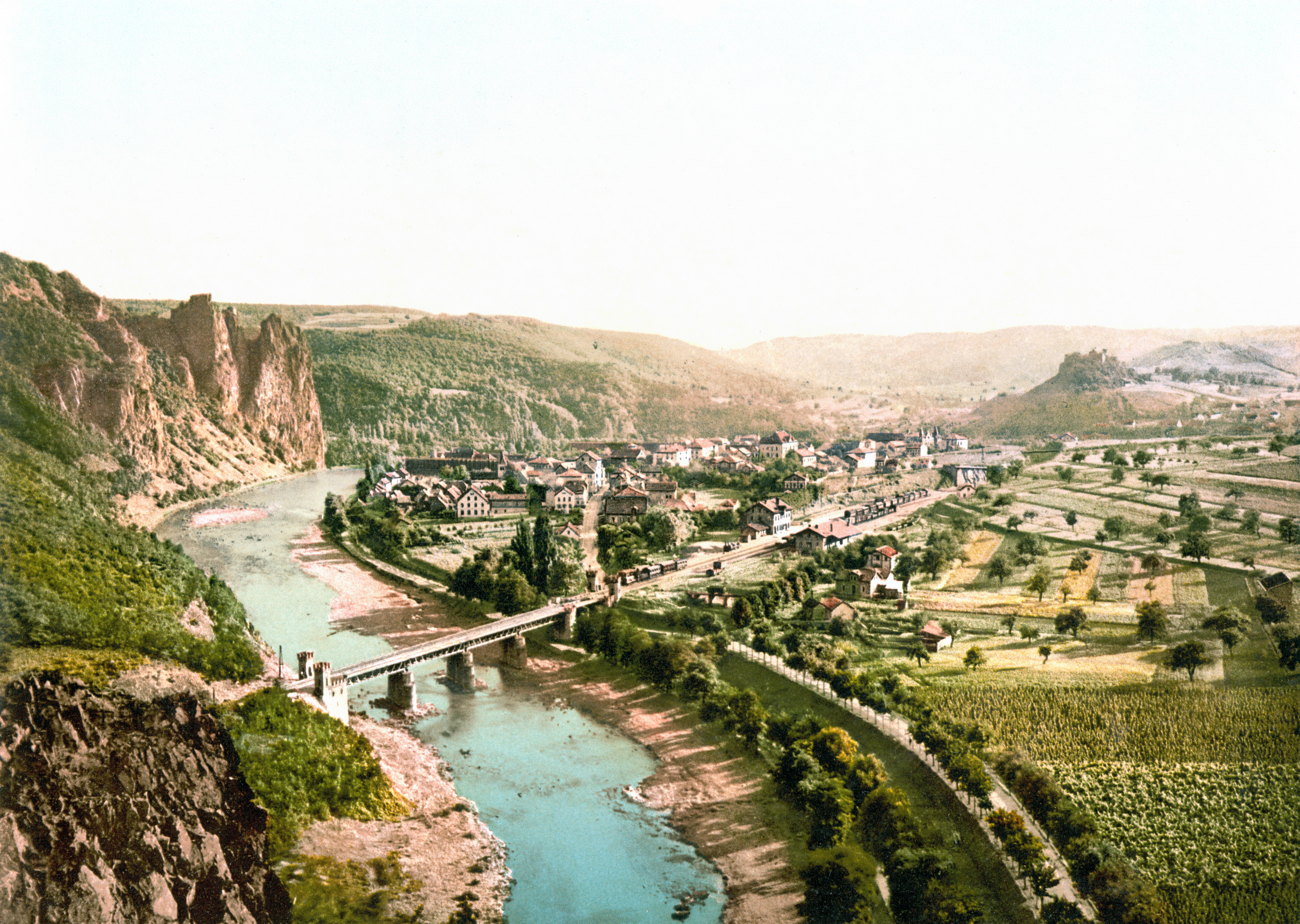
Münster am Stein um 1900

Die Gemeinde Bad Münster am Stein-Ebernburg wurde im Rahmen der in der zweiten Hälfte der 1960er Jahre begonnenen rheinland-pfälzischen Verwaltungs- und Gebietsreform am 7. Juni 1969 aus den bis dahin eigenständigen Gemeinden Bad Münster (2.261 Einwohner) und Ebernburg (1.671 Einwohner) als Ortsgemeinde unter dem Namen „Bad Münster-Ebernburg“ neu gebildet. Am 1. November 1969 wurde die Gemeinde in „Bad Münster am Stein-Ebernburg“ umbenannt. Die Stadtrechte wurden am 29. April 1978 erteilt. Zum 1. Juli 2014 wurde Bad Münster am Stein-Ebernburg im Rahmen der rheinland-pfälzischen Kommunalreform ein Stadtteil der Nachbarstadt Bad Kreuznach.
Während Bad Münster von 1815 bis 1945 preußisch war, gehörte Ebernburg zur bayerischen Pfalz und war deren nördlichste Gemeinde. Die unterschiedliche Geschichte der Stadtteile lebt bis heute in der kirchlichen Zugehörigkeit fort, indem Bad Münster zur Evangelischen Kirche im Rheinland bzw. dem Bistum Trier, Ebernburg hingegen zur Evangelischen Kirche der Pfalz bzw. zum Bistum Speyer gehört.

### Bad Münster am Stein

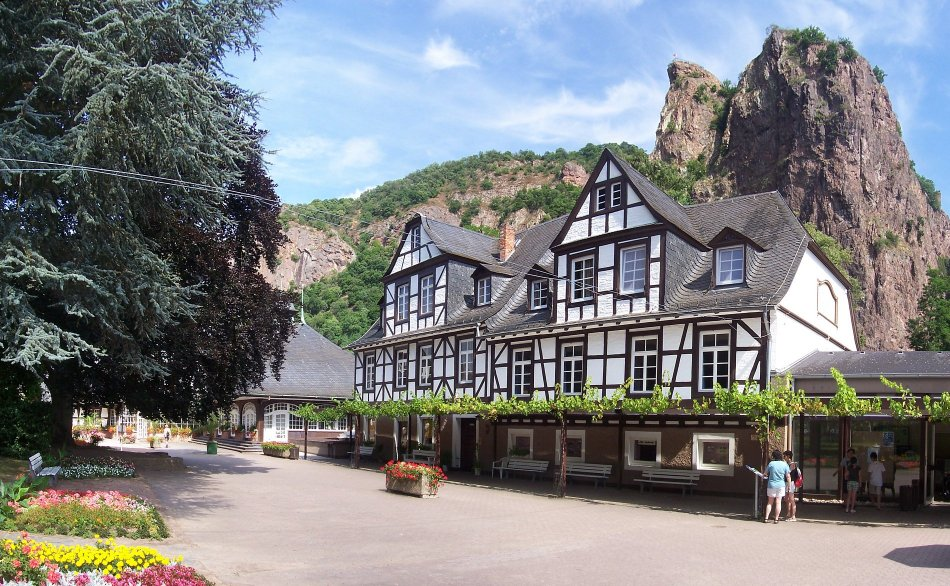
Kurmittelhaus

Die erste urkundliche Erwähnung von Münster erfolgte um das Jahr 1200. Der Ort wurde unterhalb der Burg Rheingrafenstein gegründet. Bis in das 19. Jahrhundert war es ein Dorf mit wenigen Häusern um die alte St.-Martins-Kirche. Die Bevölkerung widmete sich der Salzgewinnung, der Nahefischerei, etwas der Landwirtschaft und zeitweise dem Kupfer-Abbau im Huttental.
1859 wurde die Nahetalbahn und 1871 die Alsenztalbahn gebaut, was dem Ort mit seinem schon seit 1478 belegten Badebetrieb den Aufschwung zum viel besuchten Kurort ermöglichte, der 1905 die Bezeichnung „Bad“ zuerkannt bekam. Grundlage sind die radonhaltigen Solequellen.
Im Zweiten Weltkrieg wurde das Gebiet um die Eisenbahnbrücke in Richtung Salinental durch zahlreiche Bombenangriffe zum Teil zerstört. Bad Münster hat einen Bahnanschluss und liegt an den Strecken Bingen–Kaiserslautern und Frankfurt–Saarbrücken.
Eine starke Gesichtsveränderung erfuhr der Ort in den Nachkriegsjahren durch den Ausbau der Kur-Infrastruktur.

### Ebernburg

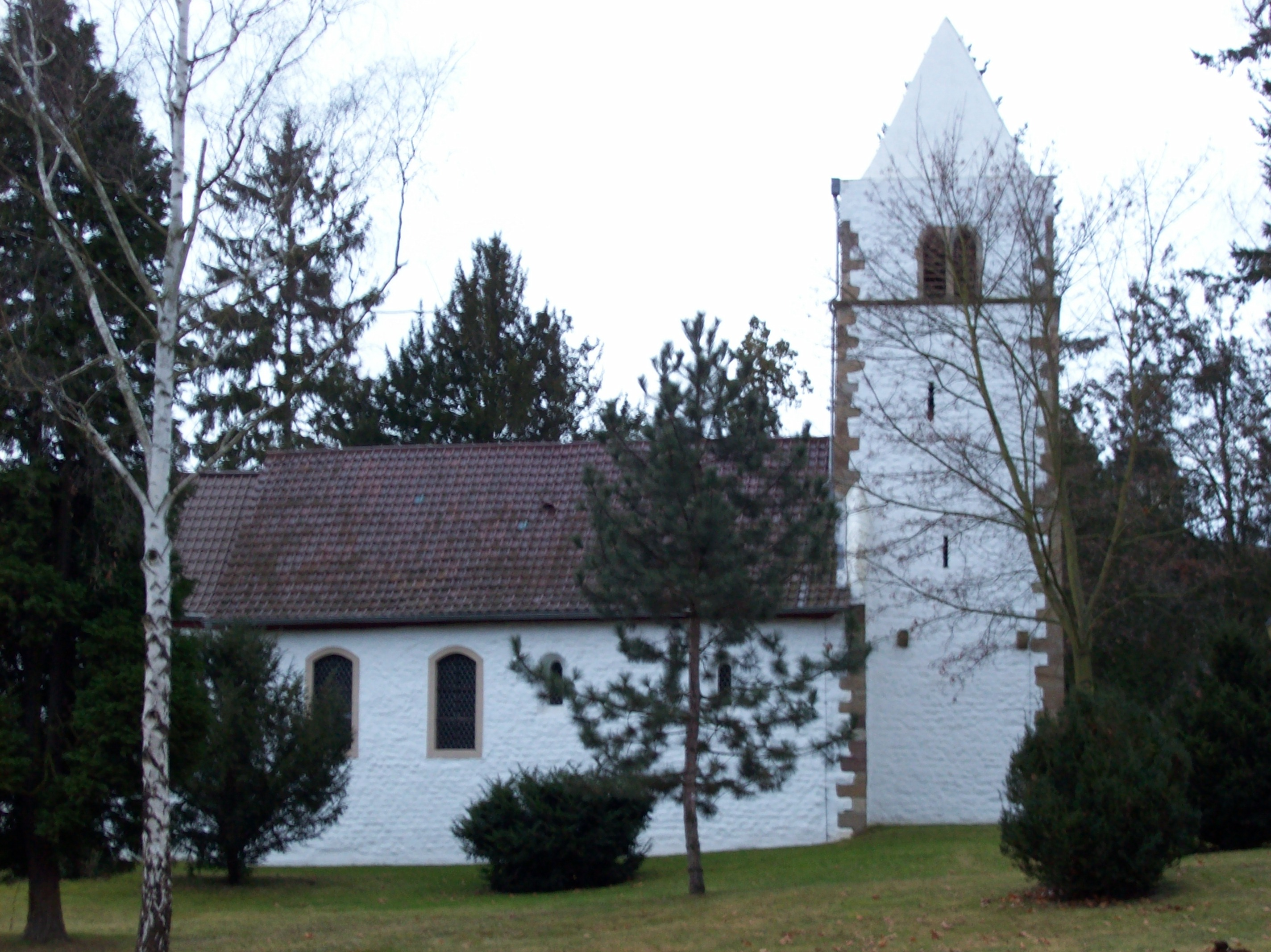
Wehrkirche Ebernburg

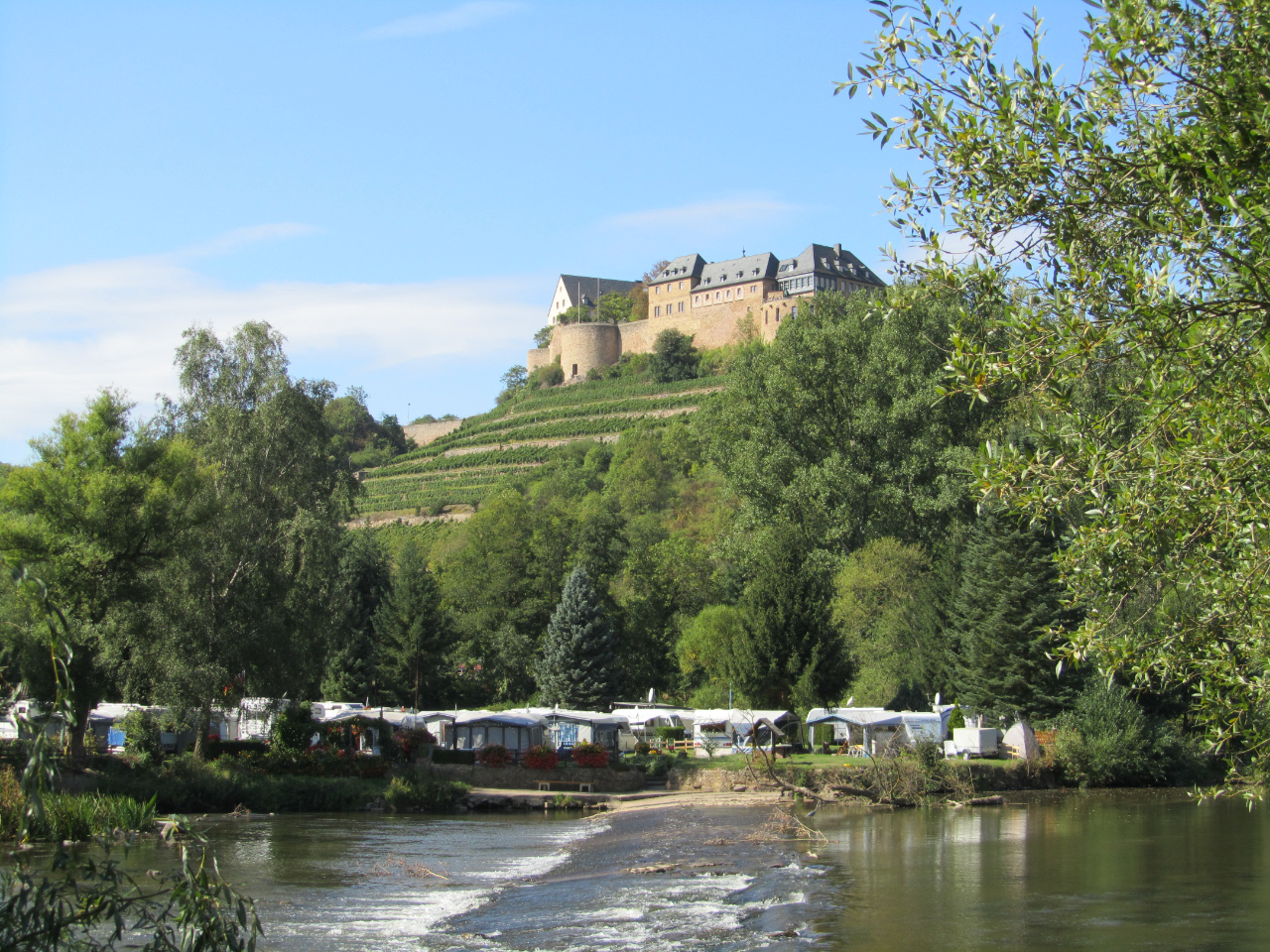
Blick über die Nahe zur Ebernburg

Ebernburg war seit dem Mittelalter ein bedeutendes Dorf mit langer Tradition in Weinbau und Landwirtschaft. Die älteste erhaltene urkundliche Erwähnung stammt aus dem Jahr 1212, als die Grafen von Saarbrücken dem Stift St. Cyriakus bei Worms die Ebernburger Kirche schenkten. Auch das Kloster Otterberg war hier begütert.
Im 14. Jahrhundert war sogar die Erhebung zur Stadt geplant. Der alte Ortskern, das Altdorf, das sich noch im Stadtbild erkennbar abzeichnet, war über Jahrhunderte von einem Mauerring mit Verbindung zur Ebernburg umgeben. Bereits seit Beginn der Kurtätigkeit Ende des 19. Jahrhunderts hat Ebernburg eine rasche Vergrößerung außerhalb dieses Mauerrings erfahren, die noch nicht abgeschlossen ist. Um die Wende zum 20. Jahrhundert wurde die Mauer bis auf das noch sichtbare Fundament eines Stadtturmes niedergelegt.

## Politik

### Ortsbeirat
Bad Münster am Stein-Ebernburg ist  als Ortsbezirk ausgewiesen und wird von einem Ortsbeirat und einem Ortsvorsteher politisch vertreten.
Der Ortsbeirat besteht aus 13 Ortsbeiratsmitgliedern, die bei der Kommunalwahl am 9. Juni 2024 in einer personalisierten Verhältniswahl gewählt wurden, und dem ehrenamtlichen Ortsvorsteher als Vorsitzendem.
| Wahl | SPD | CDU | Grüne | FDP | Gesamt   |
| ---- | --- | --- | ----- | --- | -------- |
| 2024 | 3   | 7   | 2     | 1   | 13 Sitze |
| 2019 | 4   | 7   | –     | 2   | 13 Sitze |
| 2014 | 5   | 6   | –     | 1   | 12 Sitze |

### Ortsvorsteherin
Birgit Ensminger-Busse (CDU) wurde am 20. August 2024 Ortsvorsteherin von Bad Münster am Stein-Ebernburg. Bei der Direktwahl am 9. Juni 2024 hatte sie sich mit einem Stimmenanteil von 54,6 % gegen eine Mitbewerberin durchgesetzt.
Ensminger-Busses Vorgängerin Bettina Mackeprang (CDU) hatte das Amt seit der Eingemeindung für zehn Jahre inne und kandidierte bei der Wahl 2024 nicht erneut.

### Ehemaliger Stadtrat
Bis zur Eingemeindung 2014 bestand der Stadtrat von Bad Münster am Stein-Ebernburg aus 20 Ratsmitgliedern, die zuletzt bei der Kommunalwahl am 7. Juni 2009 in einer personalisierten Verhältniswahl gewählt wurden, und der ehrenamtlichen Stadtbürgermeisterin als Vorsitzender. Dies war zuletzt Anna Roeren-Bergs von der CDU.
| Wahl | SPD | CDU | FDP | FWG | Gesamt   |
| ---- | --- | --- | --- | --- | -------- |
| 2009 | 6   | 10  | 2   | 2   | 20 Sitze |
| 2004 | 9   | 7   | 2   | 2   | 20 Sitze |

### Wappen
| Wappen von Bad Münster am Stein-Ebernburg | Blasonierung: „In Schwarz mit eingeschweifter silberner Spitze, darin ein wachsender konischer roter Rundturm mit vorkragendem vierzinnigem Kranz und zwei schwarzen Scharten, vorne fünf silberne Kugeln 2:1:2 gestellt, hinten ein steigender goldbekronter und rotbezungter silberner Löwe.“ |
| Wappen von Bad Münster am Stein-Ebernburg | |

### Städtepartnerschaften
- Pouilly-sur-Loire, seit 1968
- Landstuhl, seit 1998

## Kultur und Sehenswürdigkeiten

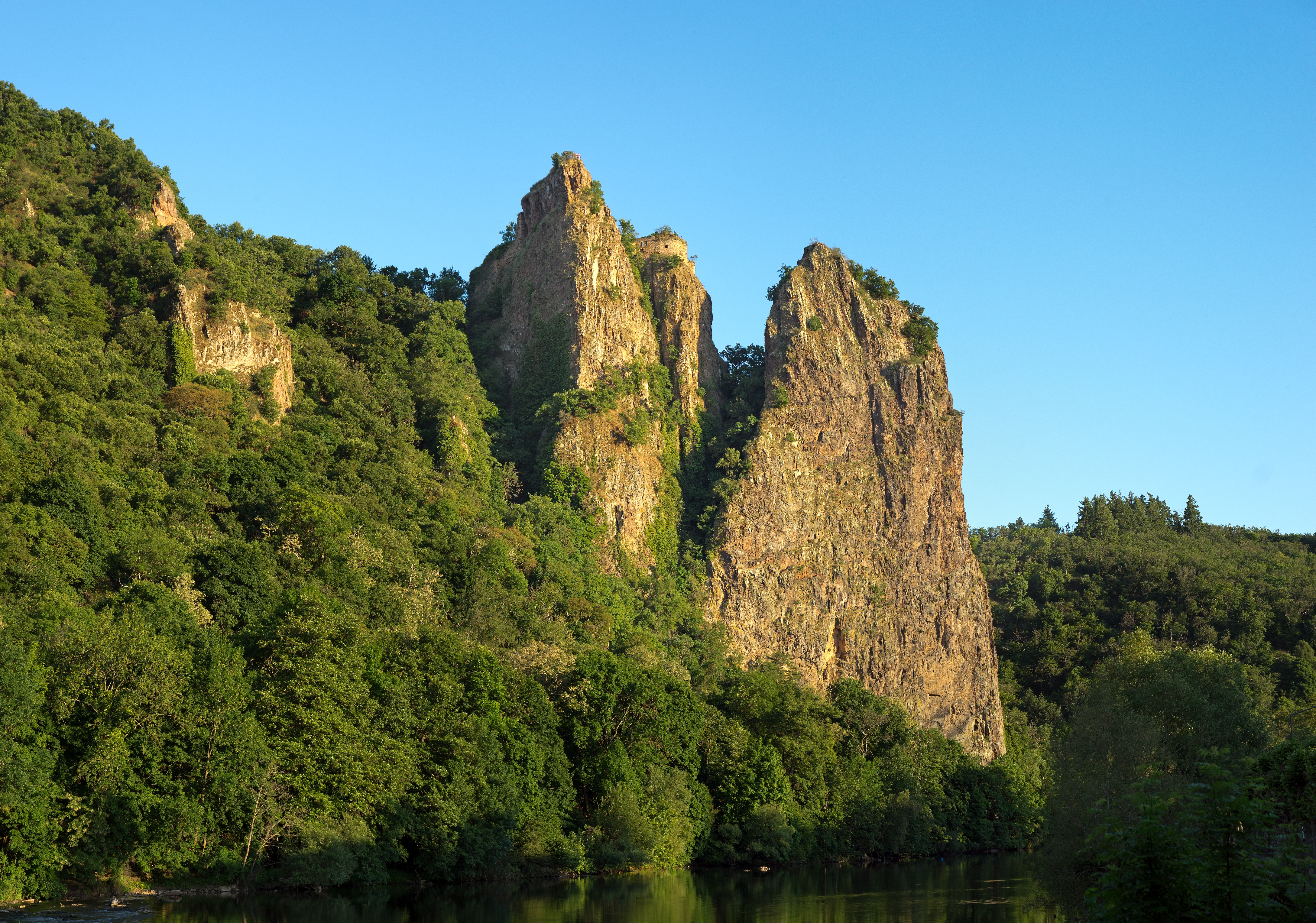
Der Rheingrafenstein

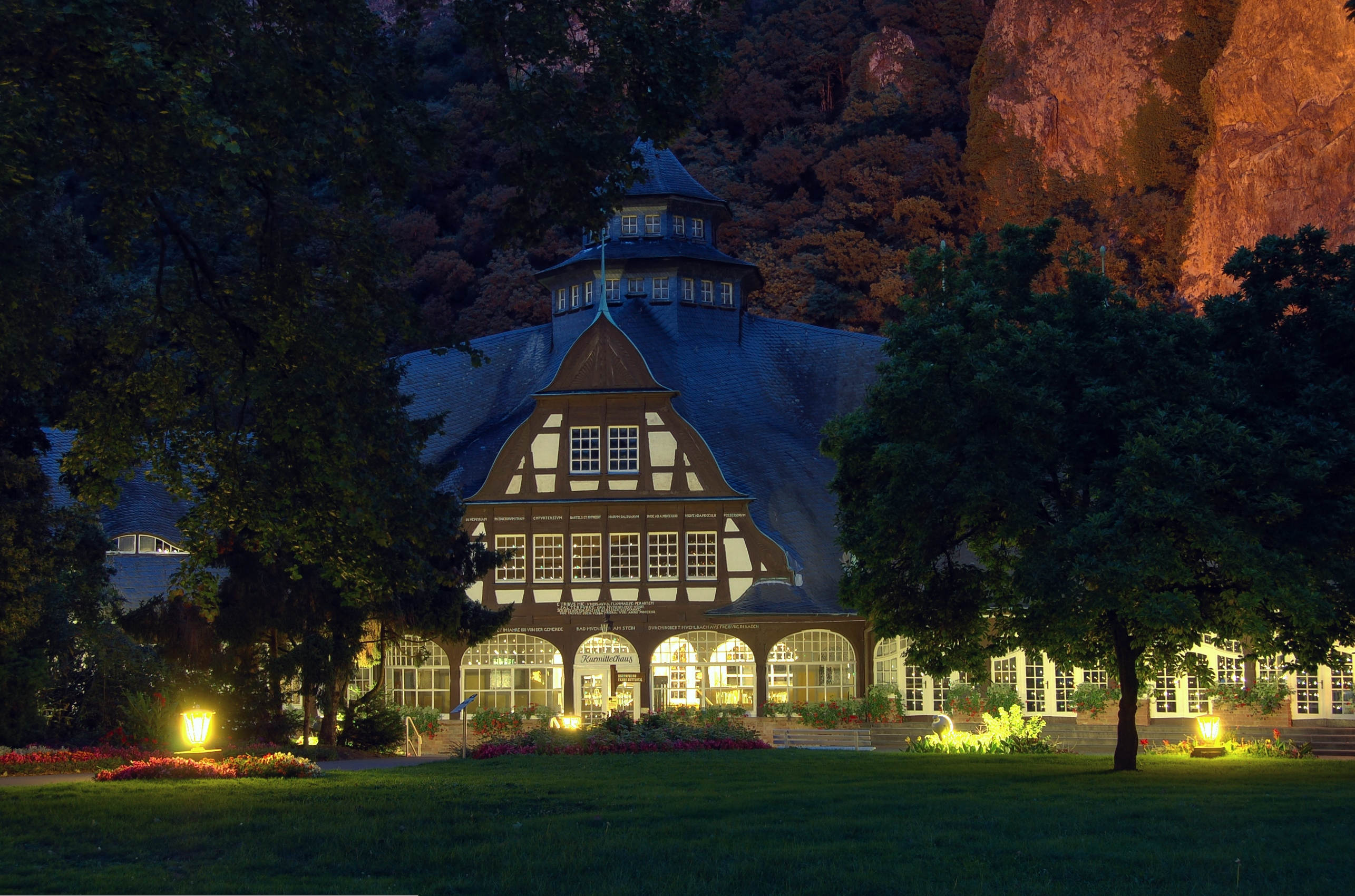
Das Kurmittelhaus im Kurpark Bad Münster am Stein bei Nacht

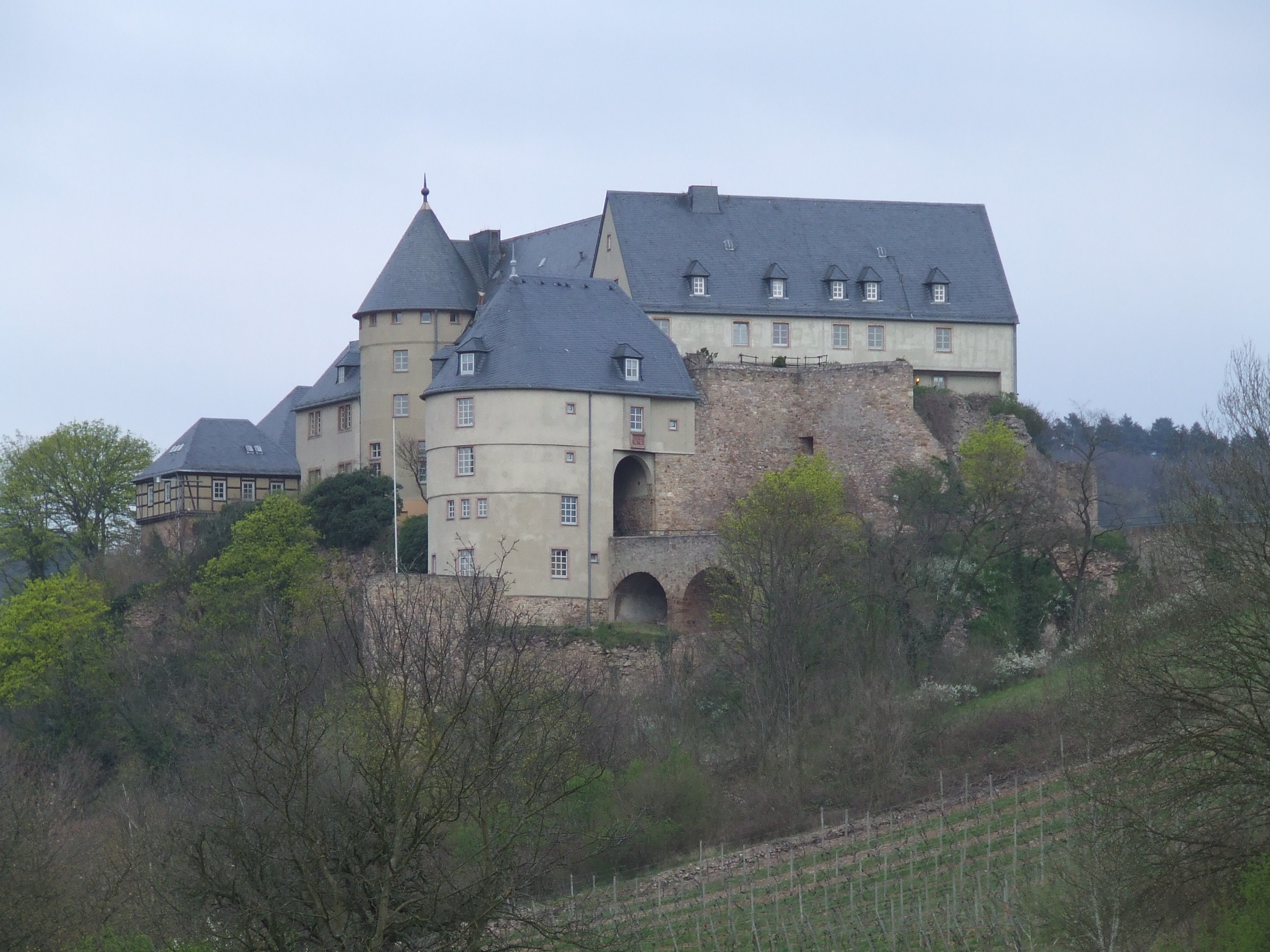
Burg Ebernburg

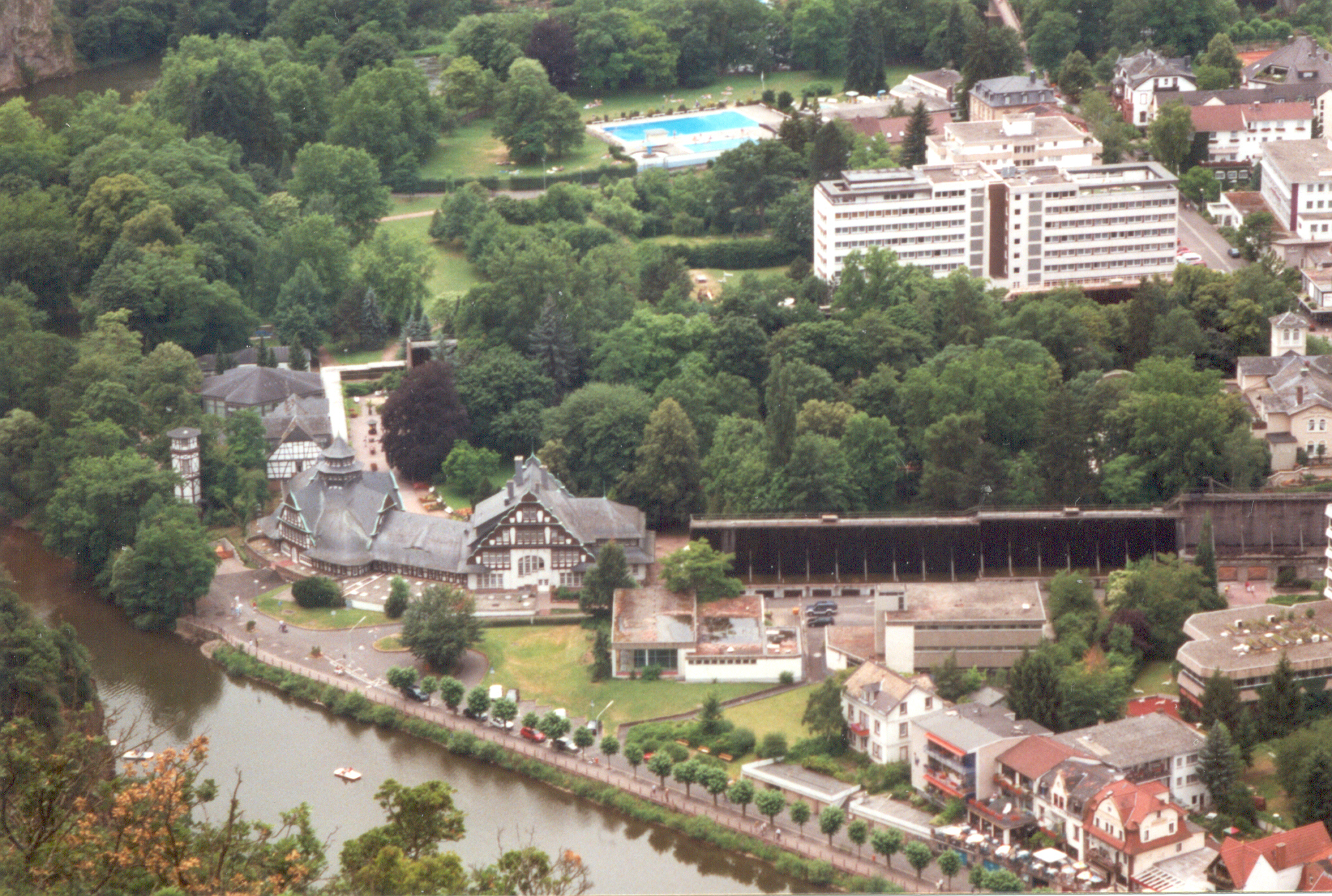
Kurpark von Bad Münster am Stein-Ebernburg, fotografiert vom Rheingrafenstein

Zu den Sehenswürdigkeiten der Stadt zählen die Felsformationen des Rotenfels, der Rheingrafenstein mit der gleichnamigen Burgruine direkt an der Nahe sowie die Burg Ebernburg mit dem Hutten-Sickingen-Denkmal.
Seit 1729 ist die heutige Form der Gradierwerke zur Salzgewinnung in Bad Münster am Stein belegt. Das schwach salzhaltige Wasser der Solequelle wurde früher durch Wasserräder und wird heute mit elektrisch angetriebenen Pumpen auf die Gradierwerke gefördert. Von dort rieselt es mit einer unzähligen Menge von Wassertropfen an den etwa acht Meter hohen Schwarzdornwänden in ein Auffangbecken herab, während die Luft in der Umgebung mit verschiedenen Salzbestandteilen wie Iod-, Brom- und Strontium-Ionen sowie dem Edelgas Radon angereichert wird. Durch die Verdunstung des Wassers während des Herabrieselns in die Auffangbecken wird der Salzanteil der Sole und damit deren Gradient erhöht. Die Wasserräder und ein Teil der Kunst (Gestänge zur Kraftübertragung) können noch besichtigt werden.
Ältestes Profangebäude von Bad Münster am Stein-Ebernburg ist das ehemalige Kurpfälzische Unteramt in der Burgstraße 13. Im Türsturz des Renaissance-Teils ist die Jahreszahl 1556 eingemeißelt. Untersuchungen dieses Gebäudeteiles zeigen außerdem ältere Mauerreste des Mittelalters unter den Renaissancemauern.
Als ältestes Anwesen des Ortsteils Bad Münster gilt der 1560 erstmals erwähnte Hahnenhof, ein ehemaliger rheingräflicher Herrenhof. Die schmale, so genannte Zehntscheune mit Fachwerkobergeschoss war das damalige Finanzamt für Naturalien.
Das 1911 im Jugendstil nordischer Prägung erbaute Kurmittelhaus im Kurpark gilt als eines der schönsten Fachwerkgebäude der Region. Es enthält die Brunnenhalle mit den Heilquellen Maximilianquelle und Rheingrafenquelle, die in drei Glasröhren aufsteigen.
Besondere Ereignisse sind der mittelalterliche Ebernburger Markt am dritten Wochenende im September und der Weihnachtsmarkt im Kurpark.

### Museen
Im Kurmittelhaus ist in den Räumen des früheren Heimatmuseums die Naturstation Nahe untergebracht, wo in der warmen Jahreszeit Tiere aus der Region betrachtet werden können, insbesondere die im Nahetal heimische Würfelnatter.
Oberhalb des Ortsteils Ebernburg befindet sich das Steinskulpturenmuseum der Fondation Kubach-Wilmsen, das in einem vom japanischen Pritzker-Preisträger Tadao Ando entworfenen Gebäude untergebracht ist. Der angrenzende Steinskulpturenpark ist das ganze Jahr über frei zugänglich, das Museum nur zu bestimmten Zeiten.

## Wirtschaft und Infrastruktur
Kurgäste waren in den vergangenen Jahrzehnten eine bedeutende Einnahmequelle. Nach einigen Jahren, in denen der Kurbetrieb stark rückläufig war, steigen die Gästezahlen langsam wieder an. Die meisten Gewerbebetriebe im Stadtteil sind touristische Betriebe (Beherbergung, Gaststätten) und Weinbaubetriebe. Außerdem existiert eine Korkendrahtfabrik, in der Verschlussdrähte für Sekt und Champagnerverschlüsse produziert werden.

### Klinik
Die Drei-Burgen-Klinik der Deutschen Rentenversicherung Rheinland-Pfalz ist eine Klinik zur Rehabilitation für Menschen mit Herz- und Kreislauferkrankungen und orthopädische Krankheiten.

### Verkehr
Bad Münster am Stein-Ebernburg liegt an der Nahetalbahn Bingen–Saarbrücken; im Bahnhof Bad Münster am Stein zweigt die Alsenztalbahn nach Kaiserslautern ab. Sie liegt im Gebiet des Rhein-Nahe-Nahverkehrsverbundes. Der Bahnhof Ebernburg wurde in den 1970er Jahren aufgelassen.
Mit dem Auto ist Bad Münster am Stein-Ebernburg über die B48 sowie über die Landesstraßen 235 und 379 erreichbar.

## Persönlichkeiten
- Franz von Sickingen (* 1481 auf Burg Ebernburg; † 1523 auf Burg Nanstein), Amtmann auf der Ebernburg, gelegentlich mit dem Beinamen „Letzter Ritter“. Förderer des Protestantismus
- Heinrich Georg Rung (1854–1931), wirkte 43 Jahre als Pfarrer von Ebernburg; Heimatgeschichtler, Mitbegründer und Vorsitzender des Nordpfälzer Geschichtsvereins
- Heinrich Lorenz (1898–1966), geboren im Haus Lorenz, Kapitän des größten deutschen Nachkriegs-Passagierschiffs der Bremen V, als Offizier gefahren auf der Bremen IV, 1929 Gewinnerin des Blauen Bandes als schnellstes Schiff auf der Transatlantik-Route Europa–New York.
- Max Kuna (1901–1989), Ehrenbürger der Stadt
- Walther Zimmermann (1902–1961), Kunsthistoriker und Denkmalpfleger
- Anna Kubach-Wilmsen (1937–2021) und Wolfgang Kubach (1936–2007), beide Bildhauer
- Armin Jäger (* 1941), Politiker (CDU), Jurist und ehemaliger Richter. Er war Landrat in Bad Münster und von 1997 bis 1998 Innenminister des Landes Mecklenburg-Vorpommern
- Ulrike Piechota (1942–2024), Schriftstellerin
- Sigune von Osten (1950–2021), Sängerin und Musikprofessorin
- Frank Jelinski (* 1958), Autorennfahrer